# Episodi di Pretty Cure Max Heart

Logo occidentale della serie

Lista degli episodi di Pretty Cure Max Heart, seconda serie anime di Pretty Cure, trasmessa in Giappone su TV Asahi dal 6 febbraio 2005 al 29 gennaio 2006. In Italia è stata trasmessa su Rai 2 dal 4 maggio al 30 luglio 2007.
La sigla originale di apertura, DANZEN! Futari wa Pretty Cure (Ver. Max Heart) (ＤＡＮＺＥＮ！ふたりはプリキュア （Ｖｅｒ．ＭａｘＨｅａｒｔ）?), è cantata da Mayumi Gojō, mentre quelle di chiusura, Muri muri?! Ari ari!! IN jana~i?! (ムリムリ？！ありあり！！ＩＮじゃぁな～い？！?) per gli ep. 1-36 e Wonder☆Winter☆Yatta!! (ワンダー☆ウィンター☆ヤッター！！?) per gli ep. 37-47, da Mayumi Gojō e Young Fresh. La sigla italiana, invece, Pretty Cure Max Heart, è interpretata da Giorgia Alissandri.
Il terzo episodio, in Italia, ha raggiunto punte di 653.000 spettatori, mentre l'episodio 30 ha avuto uno share del 13,67%.

## Lista episodi
| Nº | Titolo italiano Giapponese 「Kanji」 - Rōmaji - Traduzione letterale | In onda           | In onda        |
| Nº | Titolo italiano Giapponese 「Kanji」 - Rōmaji - Traduzione letterale | Giapponese        | Italiano       |
| 1  | La leggenda continua 「やっぱりふたりはプリッキュア～！伝説は続くよどこまでも！」 - Yappari futari wa Purikkyua~! Densetsu wa tsuzukuyo dokomademo! – "Come previsto noi due siamo le Pretty Cure~! La leggenda continua tra alti e bassi!" | 6 febbraio 2005   | 4 maggio 2007  |
| 1  | La Regina del Giardino della Luce, indebolita a seguito della battaglia contro Re Jaaku, si separa in tre parti che finiscono sulla Terra: la vita, il cuore (rappresentato dal Trono della Regina) e le aspirazioni (rappresentate da dodici piccoli esseri chiamati Cuori Magici). Nel frattempo Nagisa e Honoka continuano la loro vita, diventando capitano della squadra di lacrosse la prima e presidentessa del club di scienze la seconda. Dopo essersi imbattute casualmente in una strana ragazza, quando le forze del male attaccano, le due ridiventano le Pretty Cure grazie a Mepple e Mipple che, con grande sorpresa, si risvegliano dal loro sonno eterno. Anche Pollun si è risvegliato, e il Gran Consigliere e Wisdom il saggio comunicano che il motivo per cui è avvenuta nuovamente la trasformazione è perché bisogna ritrovare e riunire le parti in cui la Regina si è divisa ed evitare che Re Jaaku rinasca. Mentre il primo Cuore Magico che rappresenta la Ricerca, Seekun, fa la sua comparsa, un bambino giunge alla villa del bosco, abitata in passato dagli emissari di Dotsuku. |                   |                |
| 2  | Una misteriosa presenza 「新入生は摩訶不思議！？はっきりいって謎だらけ！」 - Shin'nyūsei wa makafushigi!? Hakkiri itte nazo darake! – "La nuova studentessa è misteriosa!? È davvero piena di misteri!" | 13 febbraio 2005  | 7 maggio 2007  |
| 2  | La ragazza che vaga senza meta, vista brevemente da Nagisa e Honoka, è guidata da una misteriosa voce e si chiama Hikari Kujo. Per trovare le tre parti della Regina, il Gran Consigliere, il Guardiano e Seekun si stabiliscono dal Giardino della Luce a casa di Nagisa, la quale ha non pochi problemi a tenerli nascosti dalla sua famiglia. Honoka e Nagisa rincontrano Hikari, che appare sempre più strana, e scoprono che, oltre a frequentare la loro stessa scuola, lavora al Tako Café di Akane, che la crede una sua cugina. Intanto il bambino, giunto alla villa del bosco, porta dentro sé la vita di Re Jaaku che lo ha scelto come ospite in attesa della rinascita e viene tenuto sotto protezione da quattro guardiani di Dotsuku: poco prima uno di loro, Circulus, attacca le Pretty Cure per farsi dire dove si trova la Regina della Luce che vuole eliminare. Nagisa e Honoka sono convinte che Hikari sia in qualche modo legata alla Regina. |                   |                |
| 3  | Pollun è scappato 「これって運命？ポルンとひかり接近遭遇！！」 - Korette unmei? Porun to Hikari sekkin sōgū!! – "È questo il destino? Porun e Hikari si incontrano!!" | 20 febbraio 2005  | 9 maggio 2007  |
| 3  | Nagisa non trova pace con la sistemazione del Gran Consigliere e il Guardiano a casa sua, i quali non riescono a tenere a bada Seekun. Hikari lamenta di non conoscere nulla di ciò che la circonda e continua a non capire quale sia il suo posto nel mondo poiché non ha ricordi se non una voce misteriosa che la guida. Pollun, invece, sente il desiderio di risvegliarsi e scappa dalla custodia di Nagisa, incontrando Hikari che ha la sensazione di conoscere da sempre. Mentre Circulus sferra un attacco, Hikari è scioccata nel vedere Nagisa e Honoka diventare Cure Black e Cure White e si chiede se siano loro che la stanno aspettando. |                   |                |
| 4  | Il mistero di Hikari 「独りじゃない！二つの気持ちが重なる予感！」 - Hitori janai! Futatsu no kimochi ga kasanaru yokan! – "Non sei sola! Una premonizione di due sensazioni che si sovrappongono!" | 27 febbraio 2005  | 11 maggio 2007 |
| 4  | Nagisa non riesce a fare i compiti a causa dei suoi ospiti, il Gran Consigliere e il Guardiano con Seekun, e li porta a stare a casa di Honoka per maggior sicurezza. Hikari riflette sugli eventi del giorno precedente e chiede a Nagisa e Honoka di aiutarla a comprendere chi siano nel ruolo di Pretty Cure e per quale motivo la voce misteriosa che sente l'ha guidata da loro, rivelando poi di aver incontrato Pollun e che ha la sensazione di conoscerlo da sempre. Nagisa e Honoka capiscono che la ragazza ha a che fare con la Regina e cercano di avere informazioni a loro volta. Le tre vengono tuttavia attaccate da Circulus, piuttosto potente per Black e White: in mezzo alla battaglia, Pollun e Hikari stabiliscono un legame, venendo avvolti da una colonna di luce. |                   |                |
| 5  | La trasformazione di Hikari 「颯爽登場！その名はシャイニールミナス！」 - Sassō tōjō! Sono na wa Shainī Ruminasu! – "Un'impetuosa apparizione! Il suo nome è Shiny Luminous!" | 6 marzo 2005      | 14 maggio 2007 |
| 5  | In soccorso di Cure Black e Cure White, Pollun permette a Hikari di trasformarsi in Shiny Luminous. Sia le Pretty Cure che Circulus sembrano percepire in lei l'energia vitale della Regina. Dopo lo scontro, in cui le Leggendarie Guerriere hanno la meglio, il Gran Consigliere e Wisdom il saggio affidano il compito di riunire le tre parti della Regina totalmente alle Pretty Cure e tornano nel Giardino della Luce dopo il soggiorno sulla Terra, preoccupati per la sicurezza del luogo vista la potenza dei soldati delle tenebre. Nagisa e Honoka si chiedono quale connessione ci sia tra i recenti sviluppi e la Regina della Luce, ma Hikari è confusa e non ha risposte al riguardo. Circulus, inquieto verso chiunque intralci l'ascesa al potere di Re Jaaku, torna a colpire Black, White e Luminous, le quali tuttavia sono pronte ad unire le forze. |                   |                |
| 6  | Una commissione per Akane 「気をつけて！ひかりのお使い危険がいっぱい」 - Kiwotsukete! Hikari no otsukai kiken ga ippai – "Fai attenzione! La commissione di Hikari è piena di pericoli" | 13 marzo 2005     | 16 maggio 2007 |
| 6  | Essendone diventato il partner, Pollun va a stare da Hikari, impegnata a lavorare al Tako Café di Akane. Mentre quest'ultima riceve la visita di un vecchio collega di lavoro, Nakao, Hikari viene mandata a fare compere con Nagisa e Honoka. Nel centro commerciale, la ragazza tuttavia si allontana e, rimasta sola, fa la spesa nel frattempo che Nagisa e Honoka si mettono a cercarla. Sulla via del ritorno, un altro guardiano delle tenebre, Uraganos, entra in azione: l'intervento di Luminous a favore delle Pretty Cure si rivela decisivo e il secondo Cuore Magico che rappresenta la Passione, Pation, fa la sua comparsa. |                   |                |
| 7  | Forza Nagisa! 「ファイトだなぎさ！家事で火事場の馬鹿力！」 - Faito da Nagisa! Kaji de kajiba no baka chikara! – "Forza Nagisa! La forza bruta con le faccende domestiche in una tempesta di fuoco!" | 20 marzo 2005     | 18 maggio 2007 |
| 7  | Rie, la mamma di Nagisa, va a una riunione con le amiche del liceo e lascia le faccende domestiche in carico alla figlia. L'aiuto di Ryota si rivela un disastro e tocca a Nagisa da sola occuparsi della casa. Chiedendo aiuto a Honoka per i compiti di Ryota, Nagisa riceve buoni consigli dall'amica sulle mansioni. Le Pretty Cure subiscono un altro attacco di Uraganos, ma arriva Shiny Luminous ad aiutarle. Dopo un inizio abbastanza svogliato, alla fine Nagisa s'impegna con tutta se stessa nelle faccende domestiche nonostante gli scarsi risultati. |                   |                |
| 8  | Il regno di Akane 「悩みぶっ飛び！ひかりを結ぶみんなの絆」 - Nayami buttobi! Hikari wo musubu minna no kizuna – "Liberati dalle preoccupazioni! Hikari che collega i legami di tutti" | 27 marzo 2005     | 21 maggio 2007 |
| 8  | Akane rimane scossa dopo che Nakao, suo ex collega, le consiglia di chiudere il Tako Café e tornare al vecchio lavoro in una grande azienda commerciale. Hikari è preoccupata e Nagisa e Honoka cercano di capire quale decisione ha preso la donna. Alla fine Akane rifiuta l'offerta dell'amico e non chiude il chiosco perché vuole continuare a donare gioia coi suoi prodotti. Intanto Pollun mette in dubbio se la sua partner lo voglia bene, combinando guai di proposito per farsi sgridare; Hikari si scusa di non avergli dedicato abbastanza tempo e, nei panni di Shiny Luminous, si mostra determinata a proteggere il Tako Café da un violento attacco di Uraganos. |                   |                |
| 9  | Il compleanno di Honoka 「邪魔させない！ほのかの一番大切な日」 - Jama sasenai! Honoka no ichiban taisetsu no hi – "Non disturbare! Il giorno più importante per Honoka" | 3 aprile 2005     | 23 maggio 2007 |
| 9  | Sia Nagisa che Honoka hanno difficoltà coi loro club scolastici: la prima non riesce a farsi valere come capitano della squadra di lacrosse, la seconda invece pensa di aver reagito in modo aggressivo rimproverando una ragazza distratta, Nonomiya, durante un esperimento di scienze. Inoltre è il compleanno di Honoka e, come ogni anno, i suoi genitori Aya e Taro le fanno visita dopo essere stati lontani a causa del loro lavoro di commercianti d'arte. Biblis, l'unica donna dei guardiani di Dotsuku, sferra un attacco nei pressi del ristorante dove si trova Honoka; grazie all'arrivo di Nagisa e Hikari, però, le tre guerriere spazzano via l'oscurità. La festa si conclude al Tako Café mentre Honoka e Nonomiya, che voleva lasciare il club dopo l'accaduto, hanno la possibilità di chiarirsi. Infine il terzo Cuore Magico che rappresenta l'Armonia, Harmonin, fa la sua comparsa. |                   |                |
| 10 | La fabbrica di torte 「パニック寸前！甘くて危険な見学実習」 - Panikku sunzen! Amakute kiken na kengaku jishū – "Sull'orlo del panico! Una visita di formazione dolce ma pericolosa" | 10 aprile 2005    | 25 maggio 2007 |
| 10 | Nagisa e Honoka vanno in gita con la loro classe a una fabbrica di torte, durante la quale possono vedere ogni singolo passaggio che c'è nella riuscita di un dolce. Mentre Honoka ci tiene alla visita per imparare qualcosa, Nagisa pensa solamente all'opportunità di mangiare quanti più dolciumi possibili. Akane con Hikari, invece, trasferiscono temporaneamente il chiosco in un'altra zona della città per sperimentare e attirare nuova clientela. Le Pretty Cure vengono attaccate da Biblis, ma Shiny Luminous, avvertita da Pollun, le raggiunge e insieme sconfiggono la nemica. Successivamente, Hikari assaggia la torta che Nagisa e Honoka hanno preparato apposta per lei. |                   |                |
| 11 | La partita di lacrosse 「大ピンチ！ハートをつないで一発逆転！！」 - Dai pinchi! Hāto wo tsunaide ippatsu gyakuten!! – "Una grande crisi! Non retrocedere di un passo collegando il cuore!!" | 17 aprile 2005    | 28 maggio 2007 |
| 11 | Il campionato di lacrosse s'avvicina e la squadra capitanata da Nagisa è pronta alla sfida, ma un diverbio tra Megumi e Maki rallenta l'allenamento. Il giorno della partita, Hikari sostiene Nagisa e le altre giocatrici, in difficoltà con le avversarie, e decide di combattere da sola quando appare Biblis poiché Nagisa è in campo e Honoka fa il tifo. Black e White arrivano lo stesso poco più tardi in aiuto di Luminous, visibilmente in svantaggio, e sconfiggono la messaggera di Dotsuku, rimasta scossa nel vedere proprio in Shiny Luminous l'essenza della Regina della Luce. Infine, la comparsa del Trono della Regina, che rappresenta il suo cuore, permette ai Cuori Magici Pation e Harmonin di riposare al suo interno, mentre Seekun spiega di dover aspettare tutti gli altri per farlo lei. |                   |                |
| 12 | I takoyaki di campagna 「商売繁盛！高原のカフェへいらっしゃい」 - Shōbai hanjō! Kōgen no kafe he irasshai – "Affari di successo! Benvenuti al chiosco sugli altopiani" | 24 aprile 2005    | 30 maggio 2007 |
| 12 | La signorina Akane porta il suo Tako Café tra gli altopiani di Nadeshiko per un festival locale e Nagisa, Honoka e Hikari si aggregano a lei per dare una mano. Durante la visita, Hikari fa la conoscenza di una capretta di nome Campanellina che fa successivamente amicizia con Pollun, Mepple e Mipple. Dopo un iniziale scarso riscontro, le ragazze hanno un'idea su come rendere più invitanti i takoyaki da vendere, grazie anche alla presenza di Campanellina che gioca con i bambini dei clienti, e riscuotono un gran successo. Intanto le tre Leggendarie Guerriere se la devono vedere con Valdes, ultimo dei guardiani di Dotsuku, a conoscenza che Shiny Luminous è la vita della Regina, talmente potente da annientare qualsiasi attacco e deciso a non rispondere ancora. |                   |                |
| 13 | Contrasti con la mamma 「なぎさ親子で大バトル？母のココロ子知らず！？」 - Nagisa oyako de dai batoru? Haha no kokoro koshirazu!? – "La grande battaglia genitore-figlio di Nagisa? Trascurare il cuore di una madre!?" | 1º maggio 2005    | 1º giugno 2007 |
| 13 | Nagisa non dà ascolto alla madre, che la rimprovera di vestirsi troppo leggera, e si prende il raffreddore. La ragazza è piuttosto infastidita dalle attenzioni della madre, che nel frattempo è stata contagiata dal raffreddore. Quando apprende quanti sforzi e rinunce la donna ha fatto per lei, Nagisa si sente in colpa ma, tornando a casa per scusarsi e vedere se sta bene, viene intralciata da Circulus. Quest'ultimo chiede quando la Regina della Luce rinascerà e se avrà bisogno di aiuto per farlo, ma non trova risposta con le Pretty Cure che lo sconfiggono. La comparsa del quarto Cuore Magico che rappresenta la Purezza, Pyuan, tuttavia fa sospettare al nemico l'importanza del potere che questi hanno. |                   |                |
| 14 | La bandiera 「藤Ｐ先輩ガンバ！なぎさ気合の応援旗」 - Fuji P-senpai ganba! Nagisa kiai no ouenki – "Vai Fuji-P! La bandiera d'incoraggiamento di Nagisa" | 8 maggio 2005     | 4 giugno 2007  |
| 14 | Fuji-P deve giocare un'importante partita con la sua squadra di calcio e Nagisa realizza una grande bandiera d'incoraggiamento per fare il tifo. Sfortunatamente, Circulus appare vicino al campo e costringe le Pretty Cure e Luminous al contrattacco. A seguito, sebbene si senta imbarazzata, Nagisa mostra con grinta la sua bandiera, che dà la giusta carica a Fuji-P per segnare il goal decisivo. |                   |                |
| 15 | La partita di pallacanestro 「あこがれの先輩は大親友！？」 - Akogare no senpai wa daishinyū!? – "Le senpai stimate sono grandi amiche!?" | 15 maggio 2005    | 6 giugno 2007  |
| 15 | Hikari viene invitata ad andare a fare shopping dalle compagne di classe Nao Tabata e Miu Kagayama; la prima ammira la sportività di Nagisa, la seconda l'intelligenza di Honoka. Dopo averle conosciute di persona, Nao e Miu coinvolgono il gruppo a giocare a pallacanestro con dei ragazzi nel parco, e i consigli di Honoka si rivelano utili tanto che riescono a segnare punti. Circulus torna all'attacco per sapere quale importanza hanno i Cuori Magici per la Regina, ma viene battuto ancora. Nonostante tutto, Hikari è contenta di aver trovato in Nao e Miu delle ottime amiche. |                   |                |
| 16 | La fortuna di Nagisa 「なぎさノリノリ！ラッキーカラーで絶好調！！」 - Nagisa norinori! Rakkī karā de zekkōchō!! – "Nagisa smagliante! In forma col colore fortunato!!" | 22 maggio 2005    | 8 giugno 2007  |
| 16 | Shiho e Rina dicono a Nagisa che il suo oroscopo prevede una buona settimana per lei. La ragazza inizialmente non ci crede, ma dopo una serie di eventi positivi, si fa influenzare e sceglie di non studiare per gli esami di metà anno, affidandosi totalmente alla fortuna. Intanto Uraganos attacca e le Pretty Cure e Luminous lo combattono, e fa la sua comparsa il quinto Cuore Magico che rappresenta l'Intelligenza, Intellijen, la quale rimane colpita dalla cultura di Honoka. Alla fine, quando riceve il risultato del suo esame, Nagisa scopre di aver preso un punteggio bassissimo e si rende conto di essere stata una sciocca a credere nella fortuna senza aver studiato. |                   |                |
| 17 | La gara di scienze 「どうする！？悩めるほのかの研究発表会」 - Dōsuru!? Nayameru Honoka no kenkyū happyō-kai – "Che fare!? La problematica conferenza di Honoka" | 29 maggio 2005    | 11 giugno 2007 |
| 17 | Il club di scienze non sa che argomento trattare durante la fiera della scienza. Honoka, come presidentessa, vorrebbe proporre una novità, ma le colleghe vogliono vincere a tutti i costi e richiedono di fare quello fatto lo scorso anno per essere sicure; demoralizzata per questo, Honoka viene spronata a imporre la sua idea e fa scoprire alle altre il piacere delle cose nuove, scegliendo di creare un dispositivo di comando a distanza basato sul tema del riciclaggio. Uraganos cerca di intralciare attaccando Honoka e Yuriko, ma Nagisa e Hikari arrivano in tempo per sistemarlo. Il dispositivo da presentare viene perso, ma Yuriko ha l'intuizione di usare quello del Tako Café dalle stesse funzionalità per salvare la dimostrazione nella gara. Nel frattempo, il bambino in custodia dei quattro guardiani di Dotsuku comincia a sentire il desiderio di uscire dalla villa nella quale è tenuto rinchiuso. |                   |                |
| 18 | Evviva il campeggio 「キャンプだホイ！頼りになるのはお父さん！？」 - Kyanpu da hoi! Tayori ni naru no wa otō-san!? – "In campeggio, sì! Su chi fare affidamento è papà!?" | 5 giugno 2005     | 13 giugno 2007 |
| 18 | La famiglia di Nagisa va in campeggio e Honoka si unisce a loro, portandosi dietro il suo cane Chutaro. Tra divertimento e allegria, il gruppo viene raggiunto da Hikari e la signorina Akane, la quale ha scelto di aprire provvisoriamente sul posto il suo chiosco. Quando Chutaro avverte una strana presenza, Uraganos fa la sua apparizione, ma Cure Black, Cure White e Shiny Luminous lo battono e tornano velocemente alla base, vista la preoccupazione del papà di Nagisa per il tempo instabile che non permette loro di andare a vedere le cascate. Infine, prima di tornare a riposare all'interno del Trono della Regina, Intellijen regala alle guerriere tre taccuini per appunti. |                   |                |
| 19 | Nagisa deve trasferirsi 「ひかり困った！なぎさが転校ありえない！！」 - Hikari komatta! Nagisa ga tenkō arienai!! – "Hikari turbata! Non posso crederci che Nagisa cambi scuola!!" | 12 giugno 2005    | 15 giugno 2007 |
| 19 | Nagisa sente per caso suo padre mentre parla di trasferirsi ad Osaka e si preoccupa per la reazione che possono avere Honoka e Hikari alla notizia di vederla andare via. Fortunatamente si rivela tutto un malinteso, infatti il padre della ragazza parlava del trasferimento del suo capo, ma Hikari a sua volta fraintende e pensa che Nagisa stia per cambiare città e non sa come dirlo a Honoka. Dopo un attacco subìto da parte di Circulus, Nagisa spiega in definitiva come stanno le cose, ma ringrazia Hikari per essersi preoccupata, definendola una vera amica. |                   |                |
| 20 | Rina ha un segreto 「ナミダのお別れ！？莉奈のポンポコ物語」 - Namida no owakare!? Rina no ponpoko monogatari – "Una separazione in lacrime!? La storia del ponpoko di Rina" | 26 giugno 2005    | 18 giugno 2007 |
| 20 | Shiho nota che Rina si comporta in modo strano ultimamente e ne parla con Nagisa e Honoka. Seguendola fino a casa, scoprono che la ragazza si sta prendendo cura di un cucciolo di procione che ha chiamato Pontanosuke e che si sente triste all'idea di lasciarlo libero nella foresta. Le amiche aiutano a far capire a Rina ciò che è giusto fare, rendendosi conto quanto prezioso sia il tempo trascorso con gli amici. Biblis sferra un attacco e solo l'intervento delle Pretty Cure e Shiny Luminous rimette le cose a posto. Rina prende infine la decisione di lasciare Pontanosuke libero nella foresta, malinconica ma convinta di aver fatto la cosa giusta. Nello stesso tempo in cui compare il sesto Cuore Magico che rappresenta la Verità, Wishun, il bambino della villa esce per andare in esplorazione e conoscere il mondo esterno all'insaputa dei quattro guardiani delle tenebre. |                   |                |
| 21 | L'incontro fatidico 「ど～なる？ど～する！？禁じられた出会い」 - Do~naru? Do~suru!? Kinjirareta deai – "Che cosa si fa~? Che cosa si può fare~!? L'incontro proibito" | 3 luglio 2005     | 20 giugno 2007 |
| 21 | I guardiani delle tenebre scoprono che il bambino è uscito dalla villa senza il loro permesso, sebbene i due Zakenna maggiordomi lo seguano per sicurezza. Nel frattempo Hikari fa la conoscenza di Daiki, un ragazzo andato via di casa per un litigio con i genitori. Nagisa e Honoka li incrociano per le vie della città, ma in quel momento Hikari si trova per la prima volta faccia a faccia col bambino della villa: poiché l'una rappresenta la luce e l'altro l'oscurità, lo spazio attorno a loro si annulla con conseguente smarrimento da parte di entrambi. Biblis arriva e porta via il bambino, Circulus invece rimane e combatte Black e White. Più tardi Daiki decide di tornare a casa, mentre Hikari e il bambino si domandano chi hanno visto quando entrambi si sono incontrati. |                   |                |
| 22 | Il terribile Valdes 「恐怖のバルデス！追いつめられたプリキュア」 - Kyōfu no Barudesu! Oitsumerareta Purikyua – "Il terribile Valdes! Le Pretty Cure con le spalle al muro" | 10 luglio 2005    | 22 giugno 2007 |
| 22 | Nagisa riceve una brutta pagella scolastica. Intanto, dopo l'incontro avvenuto tra Hikari e il bambino della villa, Valdes furioso passa all'azione attaccando duramente Luminous e le Pretty Cure. Sono vani i tentativi delle Leggendarie Guerriere di batterlo tanto che egli si ritira di suo, ed è allora che Intellijen con il suo Libro della Saggezza consiglia a Nagisa, Honoka e Hikari di recarsi dove splendono due soli per ottenere più potere: ragionandoci, le ragazze arrivano alla conclusione che il posto dove andare è il lago Hyotan, già visitato in precedenza quando Mepple perse il Contenitore Prismatico. |                   |                |
| 23 | Il terrore luminoso 「闇の力をはね返せ！希望がくれた新たな力！！」 - Yami no chikara wo hanekaese! Kibō ga kureta aratana chikara!! – "Respingere il potere delle tenebre! Un nuovo potere che ha portato la speranza!!" | 17 luglio 2005    | 25 giugno 2007 |
| 23 | Le ragazze si recano al lago Hyotan con Seekun e Intellijen per cercare il terreno luminoso circondato da sei pilastri e in cui splendono due soli. Lì invocano il potere della creazione del Giardino della Luce, ma vengono interrotte dall'arrivo di Valdes che scatena una potenza oscura tanto forte da spaventare la natura dell'intero Giardino dell'Arcobaleno. Quando tutto sembra ormai perduto, il terreno coi sei pilastri comincia ad emanare luce e Cure Black e Cure White ricevono nuova speranza con il Bracciale di Scintille, annientando le forze delle tenebre. |                   |                |
| 24 | Nagisa e Yuka 「青春全開！友華先輩となぎさの頂上決戦！！」 - Seijun zenkai! Yuka-senpai to Nagisa no chōjō kessen!! – "Adolescenziale massima potenza! La battaglia decisiva all'apice di Yuka e Nagisa!!" | 7 agosto 2005     | 27 giugno 2007 |
| 24 | Le classi della Verone Academy vanno al campo estivo e Nagisa e Honoka si preparano a guidare i loro club in quanto rispettivamente capitano e presidente. A loro si unisce Hikari, portata dalla signorina Akane, e sorprendentemente Yuka, talentuosa ex studentessa oramai al liceo. Durante una partita di lacrosse in cui gioca anche Yuka, Nagisa si sente male per affaticamento. Yuka ammette nel momento di provare un po' invidia per Nagisa che riesce ad essere sempre se stessa, al contrario suo che non trova nessuno stimolo. Una volta ripresasi, Nagisa insieme a Honoka e Hikari se la deve vedere con Uraganos, ma il nuovo potere del Bracciale di Scintille donato alle Pretty Cure non lascia scampo al nemico. Yuka sceglie di andare via prima degli altri dal campo estivo, avendo già trovato in Nagisa il suo stimolo a migliorarsi. |                   |                |
| 25 | Il valore della speranza 「ひかりの夏の日 さなえの思い出」 - Hikari no natsu no hi Sanae no omoide – "Il giorno d'estate di Hikari, i ricordi di Sanae" | 14 agosto 2005    | 28 giugno 2007 |
| 25 | È estate e durante un giro in barca nel lago con le ragazze, la nonna di Honoka, Sanae, si accorge che Hikari è preoccupata e la conforta dicendole che qualsiasi problema abbia non deve abbandonare mai la speranza. La ragazza segue il consiglio, infatti nella battaglia contro Biblis, tornata perché sia Valdes che Uraganos non si sono più fatti vivi, non si arrende all'oscurità e insieme alle Pretty Cure la sconfigge. Da lontano fa la sua comparsa il settimo Cuore Magico che rappresenta la Speranza, Hopun, che accoglie la positività espressa. |                   |                |
| 26 | Pensando al futuro 「負けるななぎさ！みんな悩んで大きくなった！！」 - Makeruna Nagisa! Minna nayan de ōkiku natta!! – "Non arrenderti Nagisa! Tutti preoccupati col diventare grandi!!" | 21 agosto 2005    | 29 giugno 2007 |
| 26 | Il festival estivo è arrivato e le vie della città si riempiono di mercatini e bancarelle. Dopo una chiacchierata con le amiche, Nagisa si sente giù di morale perché si rende conto di essere l'unica a non avere le idee chiare su cosa voglia fare in futuro. Alla festa la ragazza incrocia Fuji-P, adesso studente del liceo di cui Nagisa è follemente innamorata, ma vengono sorpresi da un attacco di Biblis che non lascia altra scelta alle Pretty Cure se non quella di rispondere. Alla fine Nagisa scopre che anche Fuji-P ha le sue stesse paure per il futuro, un po' come tutti, ma capisce che non c'è alcun bisogno di preoccuparsi e che troverà le risposte a suo tempo, impegnandosi nel presente. |                   |                |
| 27 | L'ultimo giorno delle vacanze 「残った宿題片付けろ！梨と嵐とザケンナー！！」 - Nokotta shukutai katazukero! Nashi to arashi to Zakennā!! – "Non hai ancora finito i compiti! Pere, tempesta e Zakenna!!" | 28 agosto 2005    | 2 luglio 2007  |
| 27 | A Nagisa manca una ricerca per ultimare i compiti delle vacanze estive, prima dell'inizio della scuola, e coglie l'occasione della signorina Akane di visitare insieme a lei, Honoka e Hikari un frutteto coltivato a pere per avere uno spunto. Il gruppo fa la conoscenza della coppia di anziani che si prende cura del raccolto, a volte eccessivo per sole due persone, e si offrono di aiutare. Biblis fa calare l'oscurità ancora una volta, ma Cure Black, Cure White e Shiny Luminous riportano la luce. Infine, Nagisa riesce a finire la sua ricerca e il gruppo viene ricompensato del duro lavoro con un carico di pere, mentre il settimo Cuore Magico, Hopun, torna a riposare dentro al Trono della Regina. |                   |                |
| 28 | Il fantasma della scuola 「ベローネパニック！わんぱく王女のお化け退治」 - Berone panikku! Wanpaku ōjo no obake taiji – "Panico alla Verone! Caccia al fantasma della principessa giocherellona" | 4 settembre 2005  | 3 luglio 2007  |
| 28 | Da tempo gira una voce secondo cui il fantasma di una ragazza di nome Ruriko perseguiti la Verone Academy e i suoi studenti. Nagisa e Honoka non ci credono, ma una serie di eventi le porta a farsi suggestionare. Un attacco improvviso di Circulus distrae le Pretty Cure e Luminous, le quali si apprestano a batterlo. Alla fine Nagisa e le altre fanno la conoscenza di Lulun e scoprono che dietro agli strani eventi accaduti c'è lei, creatura piagnucolona soprannominata "principessa che domina il futuro", venuta dal Giardino della Luce a cercare il suo Pollun che considera un fratello maggiore. Inoltre la signorina Akane svela loro che il fantasma di Ruriko è solamente una vecchia storia inventata da lei e i suoi compagni di classe quando era alle medie per incutere paura ai nuovi alunni. |                   |                |
| 29 | Pollun e Lulun 「ウソマジホント？ポルンの子守り大作戦！」 - Uso maji honto? Porun no komori daisakusen! – "No, davvero, sul serio? La grande strategia da babysitter di Porun!" | 11 settembre 2005 | 4 luglio 2007  |
| 29 | Nonostante sia appena arrivata, Lulun vuole stare sempre appiccicata a Pollun, che è molto stanco per questo, e Nagisa e Honoka decidono di portarla via con loro per lasciare lavorare tranquilla Hikari al Tako Café. Al chiosco un bambino, alla ricerca dell'orsacchiotto che la sua sorellina ha perso, affida quest'ultima alla signorina Akane e Hikari; quando però vede che suo fratello stenta a tornare, la bambina scappa via e va a cercarlo. Mentre Luminous trova e viene catturata da Uraganos, Lulun sfodera un misterioso potere che indebolisce il nemico e permette a Cure Black e Cure White, arrivate nel frattempo, di sconfiggerlo. Finito lo scontro, il bambino torna con l'orsacchiotto e ringrazia Hikari di essersi presa cura della sua sorellina. |                   |                |
| 30 | Un pomeriggio al luna park 「頑張れルルン！未来を紡ぐ光の力！！」 - Ganbare Rurun! Mirai wo tsumugu hikari no chikara!! – "Fai del tuo meglio Lulun! Crea il futuro con il potere della Luce!!" | 18 settembre 2005 | 5 luglio 2007  |
| 30 | Per farla svagare dal suo lavoro al chiosco e dal prendersi cura di Pollun e Lulun, Nagisa e Honoka portano Hikari al luna park, luogo che riporta alla mente delle ragazze tanti ricordi come la loro prima trasformazione in Pretty Cure. Lulun si allontana dal gruppo e viene fatta prigioniera da Circulus: le guerriere con Luminous in prima linea si battono per riprenderla, ed è allora che Lulun dimostra la sua riconoscenza donando a Luminous la Heartiel Brooch, una spilla che permette di creare una barriera di protezione e che spazza via il nemico; subito dopo, Cure Black e Cure White lo rimandano definitivamente via. |                   |                |
| 31 | Il ritorno di Valdes 「バルデス復活！チームワークでギリギリ突破！！」 - Barudesu fukkatsu! Chīmūwāku de girigiri toppa!! – "La rinascita di Valdes! Lavoro di squadra per recuperare all'ultimo minuto!!" | 25 settembre 2005 | 6 luglio 2007  |
| 31 | La squadra di lacrosse della Verone Academy deve affrontare in torneo quella della Kakutouan. Il primo tempo si dimostra piuttosto difficile perché le muscolose avversarie sembrano conoscere al dettaglio i loro schemi tattici e ne anticipano le mosse. Nagisa ha la brillante idea di cambiarli per confondere ma, prima che la partita riprenda, Circulus, Uraganos e Biblis deformano lo spazio-tempo e teletrasportano lei, Honoka e Hikari in un campo isolato per attaccarle: Cure Black determinata unisce le forze con Cure White e Shiny Luminous per annientare le tenebre. Quando torna in campo, Nagisa segna il punto che fa vincere il torneo alla sua squadra e l'ottavo Cuore Magico che rappresenta il Coraggio, Braven, fa la sua comparsa. Alla villa nel bosco, intanto, Valdes ritorna dalle profondità oscure di Dotsuku. |                   |                |
| 32 | Il chiosco di Mitoya 「闇から守れ！この世で一番大事な笑顔！！」 - Yami kara mamore! Kono yo de ichiban daiji na egao!! – "Proteggetelo dall'oscurità! Il sorriso più importante di questo mondo!!" | 2 ottobre 2005    | 9 luglio 2007  |
| 32 | Nagisa dimentica di scrivere un articolo per il giornalino della scuola, quindi Honoka porta lei, Shiho e Rina da Mitoya, proprietaria di un vecchio chiosco di dango, per farle un'intervista sul suo lavoro; scoprono, però, che la signora ha intenzione di chiudere per via della grande concorrenza. Biblis sferra un attacco a danno del chiosco, ma le Pretty Cure e Luminous riescono a batterla. Dopo la pubblicazione dell'articolo che le porta nuova clientela, Mitoya ci ripensa e decide di continuare l'attività. |                   |                |
| 33 | Il compleanno di Nagisa 「勇気を出して！なぎさ波乱のバースデー！！」 - Yūki wo dashite! Nagisa haran no bāsudē!! – "Tira fuori il coraggio! Il movimentato compleanno di Nagisa!!" | 9 ottobre 2005    | 10 luglio 2007 |
| 33 | È il compleanno di Nagisa e lei confessa di voler ricevere come regalo gli auguri da parte di Fuji-P. Mentre esce con le amiche, Honoka le organizza un incontro casuale con il ragazzo. Nagisa, dopo un primo imbarazzo, si accorge che Fuji-P è giù di morale, poiché recentemente non riesce a giocare bene a calcio, e lo supporta con coraggio; decide poi di confessargli i suoi sentimenti, ma viene sfortunatamente interrotta da Uraganos, che le Pretty Cure sono costrette a combattere. Nonostante non sia riuscita a dichiarare il suo amore a Fuji-P, Nagisa è comunque contenta che lui le abbia fatto gli auguri di buon compleanno, che le amiche la vogliano bene e che la famiglia non si sia dimenticata di festeggiarla. |                   |                |
| 34 | Dive sul set 「旅だ仲間だ！修学旅行だザケンナー！？」 - Tabi da nakama da! Shūgaku ryokō da Zakennā!? – "Amici in viaggio! Zakenna in gita scolastica!?" | 16 ottobre 2005   | 11 luglio 2007 |
| 34 | La classe di Nagisa e Honoka è in gita a Kyoto e come primo giorno visitano tutti i luoghi caratteristici della città. Nagisa poi si reca insieme alle amiche sul set di un drama storico in stile Edo e vince per l'occasione due biglietti per il reparto costumi. Nel frattempo, il bambino della villa scappa dalla custodia dei guardiani delle tenebre, mentre Hikari è ansiosa per un qualcosa a cui non sa dare spiegazione ma sente di dover raggiungere Nagisa e Honoka. Uraganos irrompe sul set, costringendo le Pretty Cure ad intervenire. Dopo la battaglia, Nagisa e Honoka sono preoccupate su cosa dire alla signorina Yoshimi riguardo all'arrivo improvviso di Hikari alla loro gita. Seduto in cima a un palo, il nono Cuore Magico che rappresenta la Prosperità, Prosun, fa la sua comparsa. |                   |                |
| 35 | In gita scolastica 「マジヤバ修学旅行！思い出作りは危険な香り」 - Majiyaba shūgaku ryokō! Omoide zukuri wa kiken na kaori – "Una gita seriamente pericolosa! Il creare ricordi ha l'odore del pericolo" | 23 ottobre 2005   | 12 luglio 2007 |
| 35 | La signorina Yoshimi dà il permesso a Hikari di partecipare alla gita nonostante non faccia parte della sua classe e quest'ultima insieme a Nagisa, Honoka, Shiho e Rina si gode la giornata libera per le vie di Kyoto. Anche il bambino della villa viene attratto nello stesso posto e quando, durante un secondo attacco da parte di Uraganos verso le Pretty Cure, incontra nuovamente Hikari sviene nel vedere ciò che rappresenta il suo esatto opposto. In pullman sulla strada di casa, mentre Hikari sta dormendo, Nagisa e Honoka parlano di quella che è stata la loro gita. |                   |                |
| 36 | Alla ricerca di Pollun e Lulun 「おうちに帰して～！ポルンとルルンの大冒険」 - Ouchi ni kaeshite~! Porun to Rurun no daibōken – "Tornate a casa~! La grande avventura di Porun e Lulun" | 30 ottobre 2005   | 13 luglio 2007 |
| 36 | Mentre giocano al parco, Lulun e Pollun vengono portati via da una bambina che li scambia per due pupazzi abbandonati. Hikari, Nagisa, Honoka si mettono subito a cercarli, mentre le due creature hanno la possibilità di conoscere la bambina che li ha presi con sé, che è triste poiché ha rovinato un modellino da collezione del papà e ha paura a dirlo. Pollun e Lulun infondono coraggio alla bambina poco prima che Biblis utilizzi la forza delle tenebre per attaccare. Successivamente le ragazze riprendono sia Pollun che Lulun dalla bambina, la quale li restituisce ringraziandoli per il sostegno che le hanno dato. |                   |                |
| 37 | Il capolavoro di Shiho 「なぎさ飛ぶ！ほのか舞う！志穂全力の大舞台！」 - Nagisa tobu! Honoka mau! Shiho zenryoku no ōbutai! – "Nagisa vola! Honoka danza! Il grande palcoscenico al massimo di Shiho!" | 13 novembre 2005  | 16 luglio 2007 |
| 37 | Per il festival annuale della Verone Academy, Shiho ottiene il consenso dalla classe di mettere in scena uno spettacolo basato sui personaggi storici di Ushiwakamaru e Benkei, volontariamente interpretati da Nagisa e Honoka. Sia durante le prove che alla recita, Nagisa è impacciata sul palco col filo che la solleva da terra e se ne dispiace. Curiosamente uno scontro con Uraganos, da cui le Pretty Cure escono vincitrici, fa capire alla ragazza come muoversi al meglio e lo spettacolo di Shiho consegue un gran successo. Inoltre il decimo Cuore Magico che rappresenta la Felicità, Happinen, fa la sua comparsa. |                   |                |
| 38 | Honoka se ne va? 「さよならほのか！？絆は固く永遠に！」 - Sayonara Honoka!? Kizuna wa kataku eien ni! – "Addio Honoka!? Il nostro legame rimarrà duraturo per sempre!" | 20 novembre 2005  | 17 luglio 2007 |
| 38 | Honoka riceve una cartolina da parte di sua madre in cui le viene chiesto se vuole trasferirsi a Parigi per stare stabilmente con loro genitori. La ragazza non sa che fare, e alla gioia di raggiungere i genitori si unisce però la preoccupazione di dover abbandonare gli amici, mettendo fine tra l'altro alle Pretty Cure. Sia Nagisa che Yuriko le consigliano di ascoltare il suo cuore, incoraggiandola a partire, ma subito dopo si pentono perché ciò significherebbe vedere andare via lontano una cara amica. Nel frattempo Cure Black, Cure White e Shiny Luminous subiscono un attacco da Circulus. Dopo un'attenta riflessione, Honoka sceglie di non andare da nessuna parte, rispondendo ai genitori di essere al momento felice dove si trova. |                   |                |
| 39 | La finale del torneo 「燃え尽きろ！青春ラクロス決勝戦！！」 - Moetsukiro! Seijun rakurosu kesshōsen!! – "Accenditi! La finale giovanile di lacrosse!!" | 27 novembre 2005  | 18 luglio 2007 |
| 39 | Il campionato di lacrosse prevede in finale la squadra della Verone contro quella dell'Otagaku. Nagisa incontra per l'occasione il capitano della squadra avversaria, Katsuko Nagasawa, e insieme si scambiano pensieri ed esperienze sullo sport che praticano. Il giorno della partita, Nagasawa è piuttosto concentrata sulla vittoria e pretende il massimo dalla sua squadra, al contrario di Nagisa che fa giocare la sua con impegno ma con più leggerezza. Quando le due squadre sono a pari merito, appare Circulus e le Pretty Cure sono costrette ad affrontarlo. La Verone porta a casa la vittoria all'ultimo minuto e Nagasawa dà merito a Nagisa di averle ricordato quanto ami il lacrosse, congratulandosi poi per l'ottimo gioco e riconoscendole di essere brava e stimata da tutti proprio perché gioca per divertimento e non per vincere a tutti i costi. |                   |                |
| 40 | Nagisa e Ryota la coppia perfetta 「ふたりは最高！全開バリバリなぎさと亮太！！」 - Futari wa saikō! Zenkai baribari Nagisa to Ryōta!! – "Noi due siamo i migliori! I grandissimi Nagisa e Ryota!!" | 4 dicembre 2005   | 19 luglio 2007 |
| 40 | Il fratello minore di Nagisa, Ryota, viene chiamato per un importante provino con la squadra locale di badminton. La sorella decide contro la sua volontà di andarlo a vedere insieme a Honoka e Hikari, facendo il tifo dagli spalti nella speranza di incoraggiarlo e suggerendogli di pensare a divertirsi senza preoccuparsi del risultato. Percepita la presenza del male, l'apparizione di Biblis ne è la conferma: la nemica, furiosa, attacca duramente Shiny Luminous perché adduce a lei la colpa del fatto che il bambino della villa non cresca e rimanga costantemente confuso, ma viene fermata da Valdes. Tornata la normalità, Ryota e il suo compagno perdono la partita, ma l'allenatore li accoglie comunque all'interno della sua squadra. |                   |                |
| 41 | Il compleanno di Fuji-P 「気迫で渡せ！ちょこっと勇気のプレゼント！！」 - Kihaku de watase! Chokotto yūki no purezento!! – "Consegnalo con spirito! Un regalo con un po' di coraggio!!" | 11 dicembre 2005  | 20 luglio 2007 |
| 41 | È il compleanno di Fuji-P e Honoka suggerisce a Nagisa, intenzionata a fargli un regalo, di comprargli qualcosa che lui possa utilizzare sempre. La ragazza quindi passa l'intera notte a decorare un asciugamano, utile per gli allenamenti di calcio, e il giorno dopo va a consegnargliela. Nel frattempo Hikari appare assente: Valdes afferma che ciò è dovuto al fatto che il suo potere di Regina si sta stabilizzando e, complice l'aumento di attrazione, le impedisce di vedere il bambino della villa. Durante lo scontro con il Zakenna nemico, tuttavia, il regalo si rovina; delusa, Nagisa lo consegna soltanto dopo che Honoka e Hikari lo sistemano, e Fuji-P ne rimane molto contento. L'undicesimo Cuore Magico che rappresenta l'Amore, Lovelun, fa la sua comparsa. |                   |                |
| 42 | La vigilia di Natale 「銀盤の恋人たち？滑って転んで大ピンチ！」 - Ginban no koibitotachi? Subette koron de dai pinchi! – "Una pista di pattinaggio piena di innamorati? Pattinare e cadere in mezzo ai guai!" | 18 dicembre 2005  | 23 luglio 2007 |
| 42 | Nagisa viene invitata a pattinare sul ghiaccio da Fuji-P insieme a Honoka e Kimata. Per la ragazza è una grande opportunità di confessare i suoi sentimenti una volta per tutte, ma l'improvviso attacco di Uraganos scombina le cose; le Pretty Cure assieme a Luminous riescono a metterlo in fuga, anche grazie all'intervento involontario del bambino della villa. Infine, non volendo più tornare indietro, Nagisa urla a gran voce il suo amore per Fuji-P, ma quest'ultimo non la sente e, quando le chiede di ripetere, lei imbarazzata cambia argomento. |                   |                |
| 43 | La festa a sorpresa 「最後の冬休み！特別授業だザケンナー！？」 - Saigo no fuyuyasumi! Tokubetsu jugyō da Zakennā!? – "Le ultime vacanze invernali! Una lezione speciale per Zakenna!?" | 25 dicembre 2005  | 24 luglio 2007 |
| 43 | L'ultimo anno delle medie di Nagisa e Honoka sta per giungere al termine e le due passano il ruolo di rappresentante dei loro rispettivi club scolastici a Maki per la squadra di lacrosse e Sayuri Nagai per il club di scienze. Mentre Nagai non ha alcun problema, Maki non riesce a fare il capitano e sente il peso del paragone con Nagisa, la quale le dà consigli su come agire. Intanto per l'occasione, entrambi i gruppi organizzano a sorpresa una festa d'addio in onore di Nagisa e Honoka. Hikari, che nell'ultimo periodo risulta assente e confusa per via dei cambiamenti tra luce e tenebra, ha una visione di quella che è la landa buia di Dotsuku, mentre il bambino della villa, anch'egli disorientato per gli stessi motivi, sul Giardino della Luce. Le Pretty Cure e Shiny Luminous incassano un duro scontro con Biblis, ma la sconfiggono e tornano alla festa. |                   |                |
| 44 | La scomparsa di Hikari 「ひかりが消えた日 明日を探す日！」 - Hikari ga kieta hi Ashita wo sagasu hi! – "Il giorno in cui Hikari scomparve, il giorno in cui cercammo il domani!" | 8 gennaio 2006    | 25 luglio 2007 |
| 44 | Secondo i quattro guardiani di Dotsuku, il bambino è quasi pronto per la rinascita di Re Jaaku e ciò è dimostrato dallo squilibrio creatosi tra il potere della luce e quello dell'oscurità. Mentre si trova al Tako Café, Hikari svanisce nel nulla e l'apparizione di Circulus, Uraganos e Biblis intralcia Nagisa e Honoka dal cercarla. La ragazza si ritrova in un luogo buio e isolato insieme al bambino della villa, scomparso allo stesso modo, con cui fa amicizia. |                   |                |
| 45 | La scelta di Hikari 「無限の闇 永遠の光」 - Mugen no yami Eien no hikari – "Oscurità infinita, luce eterna" | 15 gennaio 2006   | 26 luglio 2007 |
| 45 | Nagisa e Honoka scoprono che Hikari non è solo scomparsa fisicamente, ma anche dai ricordi della gente che la conosceva. Intanto una crepa nel cielo dà a Pollun e Lulun la possibilità di riportare Hikari sulla Terra, stremata per aver donato energia vitale al bambino della villa, il quale è terrorizzato dagli eventi che stanno accadendo. Valdes rivela quindi che la rinascita di Re Jaaku è pressoché completa, con conseguente rottura delle catene del male, malgrado la scelta di Luminous di trarre in salvo il bambino dall'oscurità, mentre le Pretty Cure assistono all'apparizione del dodicesimo e ultimo Cuore Magico che rappresenta l'Eternità, Eternalun. Soltanto la rinascita della Regina può contrastare il dilagare dell'oscurità, ma Nagisa e Honoka sono contrarie a lasciar sacrificare Hikari per consentire ciò e sono pronte a battersi con le loro sole forze. |                   |                |
| 46 | Verso la battaglia più dura 「捨て身の総攻撃！闇の戦士マックスパワー！！」 - Sutemi no sōkōgeki! Yami no senshi makkusu pawā!! – "Un attacco mortale! I soldati dell'oscurità al massimo potere!!" | 22 gennaio 2006   | 27 luglio 2007 |
| 46 | Le Pretty Cure ingaggiano un durissimo combattimento contro i soldati delle tenebre, ma né loro né Luminous possono fare niente davanti all'assorbimento della vita del bambino in Re Jaaku che rende completa la sua rinascita come sovrano del male. Per fermare l'avanzata oscura, Shiny Luminous prende così la decisione di scomparire e rinascere come Regina della Luce, chiedendo a Seekun di riunirsi con gli altri Cuori Magici nel Trono per permettere l'iniziazione: tuttavia i ricordi della ragazza di quando viveva sulla Terra sono troppo forti e questo fa sì che la sua fusione non avvenga. Nel frattempo i potenziati Circulus, Uraganos e Biblis si suicidano durante un attacco di Cure Black e Cure White pur di distruggere loro il Bracciale di Scintille. |                   |                |
| 47 | Pretty Cure alla riscossa 「扉を開けて！ここから始まる物語」 - Tobira wo akete! Koko kara hajimaru monogatari – "Aprite la porta! La storia comincia da qui" | 29 gennaio 2006   | 30 luglio 2007 |
| 47 | La Terra sta andando a pezzi e le Pretty Cure, ormai prive di poteri, soccombono all'oscurità contro Valdes. Pensare alla loro famiglia e ai loro amici, però, fa ravvedere Cure Black e Cure White, le quali tornano determinate all'attacco con l'ausilio di un rinnovato Bracciale di Scintille, ed è allora che Valdes prende nuova forma e rivela di essere lui stesso Re Jaaku: il bambino come ospite è stato, infatti, solo parte del suo piano che gli è servito per poter avvicinare indisturbato Hikari e drenarle l'energia per tornare al pieno potere. Le difficoltà vengono dissipate con l'apparizione di Shiny Luminous, venuta per salutare un'ultima volta le sue amiche, e della Regina della Luce, che invita le tre Leggendarie Guerriere a liberare il potere ultimo che permette la definitiva sconfitta dell'oscurità. La fine del ruolo delle Pretty Cure rappresenta un addio anche per Mepple, Mipple, Pollun e Lulun, ma con grande sorpresa di Nagisa e Honoka, il giorno del loro diploma di scuole medie, tornano tutti a vivere sulla Terra, compresi Hikari, la quale si scopre può coesistere separatamente dalla Regina, e il bambino della villa, rinato come fratello minore della ragazza il cui nome è Hikaru. |                   |                |